# Randall S. Harmon

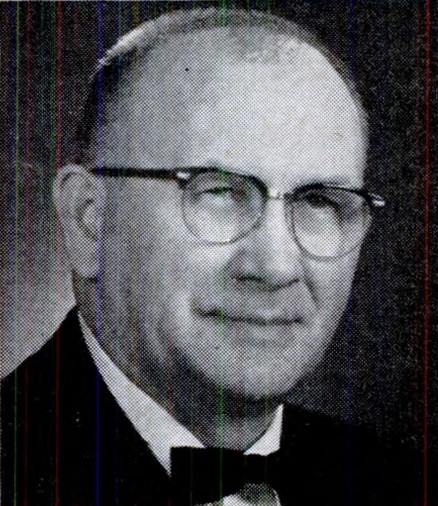
Randall S. Harmon

Randall S. Harmon (* 19. Juli 1903 in North Vernon, Jennings County, Indiana; † 18. August 1982 in Muncie, Indiana) war ein US-amerikanischer Politiker. Zwischen 1959 und 1961 vertrat er den Bundesstaat Indiana im US-Repräsentantenhaus.

## Werdegang
Ralph Harmon besuchte die North Vernon High School und absolvierte danach Kurse für Jura und den Werkzeugbau. Zwischen 1933 und 1959 arbeitete er als Werkzeugmacher für die Firma Delco Battery Operations in Muncie. Gleichzeitig begann er als Mitglied der Republikanischen Partei eine politische Laufbahn. Zwischen 1944 und 1956 kandidierte er sieben Mal erfolglos für den Kongress.
Seit 1954 war er Mitglied der Demokratischen Partei. Bei den Kongresswahlen des Jahres 1958 wurde er als deren Kandidat im zehnten Wahlbezirk von Indiana in das US-Repräsentantenhaus in Washington, D.C. gewählt, wo er am 3. Januar 1959 die Nachfolge von Ralph Harvey antrat. Da er im Jahr 1960 gegen Harvey verlor, konnte er bis zum 3. Januar 1961 nur eine Legislaturperiode im Kongress absolvieren. Nach seinem Ausscheiden aus dem US-Repräsentantenhaus strebte Harmon bis 1980 mehrfach vergeblich die Nominierung seiner Partei für die Kongresswahlen an. Im Jahr 1979 kandidierte er ebenso erfolglos für das Amt des Bürgermeisters von Muncie. Er starb am 18. August 1982 in dieser Stadt und wurde in North Vernon beigesetzt.